# Charles Dixon
Pour les articles homonymes, voir Charles Dixon (homonymie) et Dixon.
Charles Dixon est un ornithologue britannique, né en 1858 à Londres et mort le 17 juin 1926.
Il collabore avec Henry Seebohm (1832-1895) à son grand ouvrage British Birds, dans le second volume, il présente et modifie la théorie d’Alfred Russel Wallace (1823-1913) sur la couleur des oiseaux et des nids. Dixon étudie spécialement les migrations des oiseaux qu’il présente dans son livre The Migration of Birds (nouvelle édition, 1897), ouvrage ingénieux mais théorique. Il s’intéresse aussi à la distribution géographique des oiseaux.
H. Seebohm lui dédie la grive de Dixon (Zoothera dixoni) en 1881.

## Liste partielle des publications
- 1880 : Rural Bird Life : being essays on ornithology with instructions for preserving objects relating to that science[1] (Longmans, Green, Londres)
- 1885 : Evolution without Natural Selection
- 1888 : Our Rarer Birds, being studies in ornithology & oology[2] (R. Bentley, Londres)
- 1890 : Annals of bird life : a year-book of British ornithology[3] (Chapman and Hall, Londres).
- 1890 : Stray feathers from many birds: being leaves from a naturalist's note-book[4] (W.H. ALlen & Co., Londres).
- 1891 : The birds of our rambles : with a companion for the country[5] (Chapman and Hall, Londres).
- 1893 : Jottings about birds[6] (Chapman and Hall, Londres).
- 1894 : The nests and eggs of British birds : when and where to find them : being a handbook to the oology of the British Islands[7] (Chapman and Hall, Londres).
- 1896 : Bird-life in a southern county; being eight years's gleanings among the birds of Devonshire[8] (W. Scott, Londres)
- 1896 : British Sea Birds[9] (Bliss, Sands and Foster, Londres)
- 1897 : Our favourite song birds; their habits, music, and characteristics[9] (Lawrence and Bullen, ltd., Londres)
- 1898 : Lost and Vanishing Birds
- 1899 : Game Birds and Wild Fowl of the British Islands
- 1900 : The story of the birds : being an introduction to the study of ornithology[10] (George Allen, Londres)
- 1900 : The game birds and wild fowl of the British Islands[11] (Pawson and Brailsford, Sheffield)
- 1900 : Among the birds in northern shires[12] (Blackie, Londres)
- 1902 : Birds' Nests
- 1909 : The Bird Life of London[13] (Heinemann, Londres)